# 埃斯卡特龙
埃斯卡特龙，是西班牙阿拉贡自治区萨拉戈萨省的一个市镇。 总面积95平方公里，总人口1111人（2001年），人口密度12人/平方公里。